# بريطانيا أولا
بريطانيا أوَّلا (بالإنجليزية: Britain First)‏؛ هي حركة سياسية فاشية بريطانية يمينية مُتطرفة  أسَّسها أعضاء سابقون في الحزب الوطني البريطاني (BNP) عام 2011.